# Matang Teungoh (Baktiya Barat)
Matang Teungoh is een bestuurslaag in het regentschap Aceh Utara van de provincie Atjeh, Indonesië. Matang Teungoh telt 336 inwoners (volkstelling 2010).